# Majowcy
Majowcy (cz. Májovci) – grupa czeskich poetów i prozaików istniejąca w drugiej połowie XIX wieku, która nawiązywała do twórczości Karla Hynka Máchy, Karla Havlíčka Borovskiego i Karla Jaromíra Erbena.
Po roku 1848 na scenie pojawiła się nowa generacja czeskich twórców, która poruszała problematykę życia miejskiego i jego społeczno-socjalne problemy. Porewolucyjne lata były trudnym okresem dla tej generacji. Bachowski absolutyzm tłumił w nich sny o odrodzeniu narodowym w ramach Cesarstwa Austrii.
Z inspiracji J. V. Friča w  latach 1858–1862 wydawany był almanach Máj, który stał się głównym spoiwem grupy. Majowcy w swojej twórczości utrwalali rzeczywistość taką jaka ona jest, ze wszystkimi jej minusami. Inspirowali się nie tylko czeską kulturą, ale również europejską (kosmopolityzm). Nie skupiali się wyłącznie na czeskiej historii, ale czerpali z historii reszty świata. Dzięki ich twórczości czeska literatura powróciła na europejski poziom.
Do grupy należeli: Jan Neruda, Vítězslav Hálek, Karolína Světlá, Jakub Arbes, Rudolf Mayer i Václav Šolc.